# Icky Thump
Icky Thump er den 6. plade fra den amerikanske blues-rock duo The White Stripes. Pladen udkom i 2007 og indeholder 13 numre.

## Spor
1. Icky Thump
2. You Dont' What Love Is (You Just Do As Your Told)
3. 300 M.P.H. Torrential Outpour Blues
4. Conquest
5. Bone Broke
6. Prickly Thorn, But Sweetly Worn
7. St. Andrew (This Battle Is In The Air)
8. Little Cream Soda
9. Rag And Bone
10. I'm Slowly Turning Into You
11. A Martyr For My Love For you
12. Catch Hell Blues
13. Effect And Cause